# Dendrobium longicolle
Dendrobium longicolle är en orkidéart som beskrevs av John Lindley. Dendrobium longicolle ingår i släktet Dendrobium, och familjen orkidéer. Inga underarter finns listade i Catalogue of Life.

## Bildgalleri

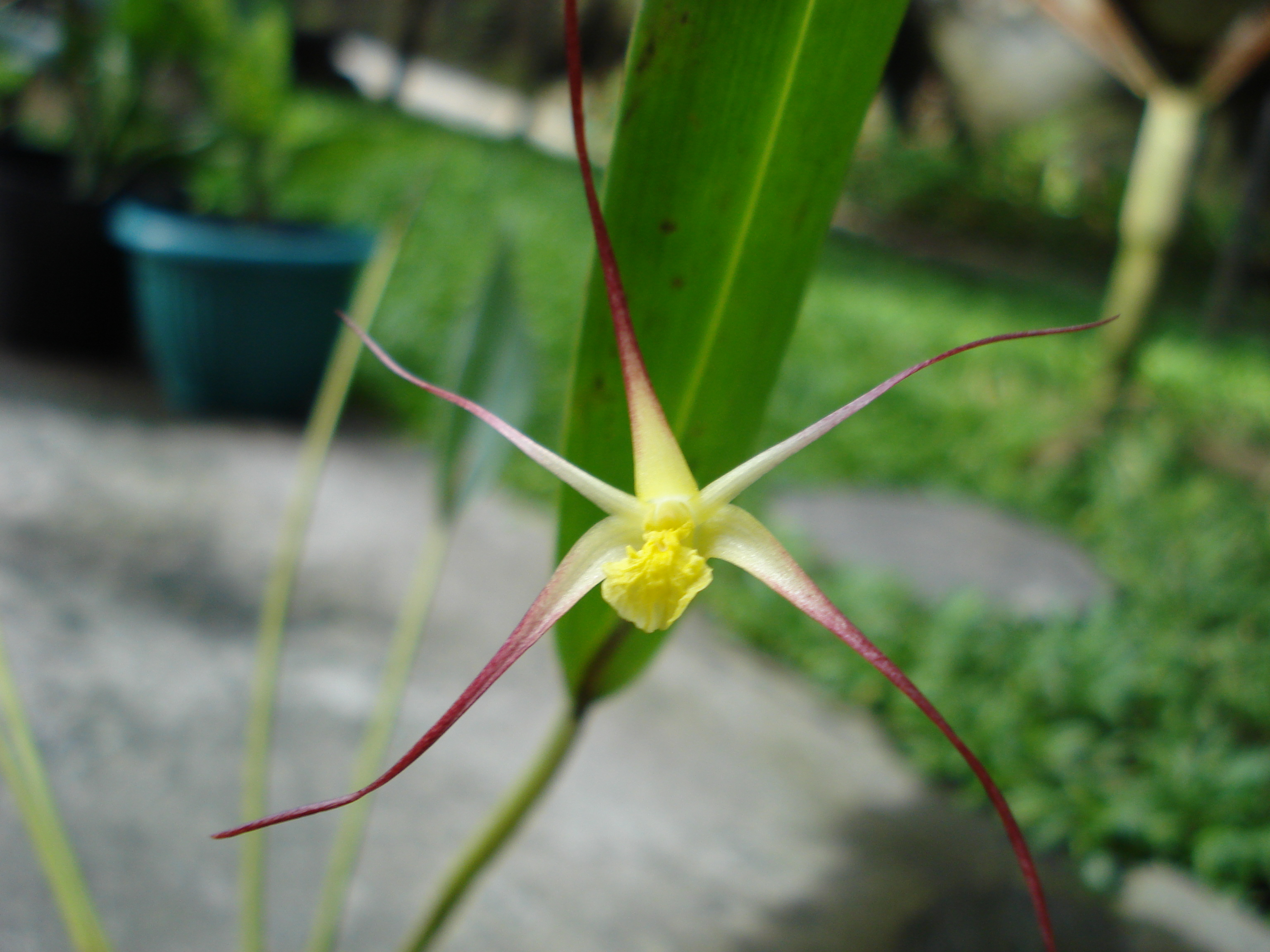